# Tour de Wallonie 2022
La 49e édition du Tour de Wallonie, officiellement Ethias Tour de Wallonie 2022, une course cycliste par étapes masculine sur route, a lieu en Belgique du 23 au 27 juillet 2022. L'épreuve est disputée sur près de 961 kilomètres entre Temploux et Chapelle-lez-Herlaimont. Elle fait partie du calendrier UCI ProSeries 2022 (deuxième niveau mondial) en catégorie 2.Pro. Robert Stannard remporte sa première course par étapes en tant que cycliste professionnel. En juin 2024, il est disqualifié en raison de valeurs anormales dans son passeport biologique.

## Équipes participantes
Vingt-deux équipes de 7 coureurs composent le peloton : quatorze UCI World Teams, six UCI Pro Teams et deux UCI Continental Teams
| WorldTeams (14)- AG2R Citroën Team - Bora-Hansgrohe - Cofidis - Team DSM - EF Education-EasyPost - Groupama-FDJ - Ineos Grenadiers - UAE Team Emirates - Intermarché-Wanty-Gobert Matériaux - Quick-Step Alpha Vinyl - Lotto-Soudal - Trek-Segafredo - Israel-Premier Tech - Movistar Team ProTeams (6)- Alpecin-Deceuninck - TotalEnergies - B&B Hotels-KTM - Bingoal Pauwels Sauces WB - Sport Vlaanderen-Baloise - Arkéa-Samsic Équipes continentales (2)- Tarteletto-Isorex - Baloise Trek Lions |
| |

## Étapes
| Étape     | Date      | Villes étapes                      | type            | Distance (km) | Dénivelé (m) | Vainqueur d'étape  | Leader du classement général |
| --------- | --------- | ---------------------------------- | --------------- | ------------- | ------------ | ------------------ | ---------------------------- |
| 1re étape | 23 juill. | Temploux – Huy                     | étape vallonnée | 174,44        | 2 385 m      | Julian Alaphilippe | Julian Alaphilippe           |
| 2e étape  | 24 juill. | Verviers – Herve                   | étape vallonnée | 176,8         | 2 907 m      | Oier Lazkano       | Robert Stannard              |
| 3e étape  | 25 juill. | Visé – Rochefort                   | étape de plaine | 194,3         | 3 084 m      | Arnaud De Lie      | Robert Stannard              |
| 4e étape  | 26 juill. | Durbuy – Couvin                    | étape de plaine | 200,89        | 3 132 m      | Davide Ballerini   | Robert Stannard              |
| 5e étape  | 27 juill. | Le Rœulx – Chapelle-lez-Herlaimont | étape de plaine | 214,8         | 1 519 m      | Jan Bakelants      | Robert Stannard              |

## Déroulement de la course

### 1reétape
| \| Classement de l'étape \| Classement de l'étape \| Classement de l'étape \| Classement de l'étape \| Classement de l'étape \| \| Coureur \| Coureur \| Pays \| Équipe \| Temps \| \| --------------------- \| --------------------- \| --------------------- \| ---------------------------------- \| --------------------- \| \| 1er \| Julian Alaphilippe \| France \| Quick-Step Alpha Vinyl \| 4 h 06 min 11 s \| \| 2e \| Alex Aranburu \| Espagne \| Movistar Team \| + 1 s \| \| 3e \| Robert Stannard \| Australie \| Alpecin-Deceuninck \| + 1 s \| \| 4e \| Mattias Skjelmose \| Danemark \| Trek-Segafredo \| + 5 s \| \| 5e \| Odd Christian Eiking \| Norvège \| EF Education-EasyPost \| + 5 s \| \| 6e \| Lorenzo Rota \| Italie \| Intermarché-Wanty-Gobert Matériaux \| + 5 s \| \| 7e \| Guillaume Martin \| France \| Cofidis \| + 9 s \| \| 8e \| Greg Van Avermaet \| Belgique \| AG2R Citroën Team \| + 15 s \| \| 9e \| Clément Champoussin \| France \| AG2R Citroën Team \| + 15 s \| \| 10e \| Cian Uijtdebroeks \| Belgique \| Bora-Hansgrohe \| + 17 s \| |                      |           |                                    |                 |
| |                      |           |                                    |                 |
| Source : ProCyclingStats |                      |           |                                    |                 |
| Classement de l'étape |                      |           |                                    |                 |
| Coureur | Coureur              | Pays      | Équipe                             | Temps           |
| 1er | Julian Alaphilippe   | France    | Quick-Step Alpha Vinyl             | 4 h 06 min 11 s |
| 2e | Alex Aranburu        | Espagne   | Movistar Team                      | + 1 s           |
| 3e | Robert Stannard      | Australie | Alpecin-Deceuninck                 | + 1 s           |
| 4e | Mattias Skjelmose    | Danemark  | Trek-Segafredo                     | + 5 s           |
| 5e | Odd Christian Eiking | Norvège   | EF Education-EasyPost              | + 5 s           |
| 6e | Lorenzo Rota         | Italie    | Intermarché-Wanty-Gobert Matériaux | + 5 s           |
| 7e | Guillaume Martin     | France    | Cofidis                            | + 9 s           |
| 8e | Greg Van Avermaet    | Belgique  | AG2R Citroën Team                  | + 15 s          |
| 9e | Clément Champoussin  | France    | AG2R Citroën Team                  | + 15 s          |
| 10e | Cian Uijtdebroeks    | Belgique  | Bora-Hansgrohe                     | + 17 s          |

| \| Classement général \| Classement général \| Classement général \| Classement général \| Classement général \| \| Coureur \| Coureur \| Pays \| Équipe \| Temps \| \| ------------------ \| -------------------- \| ------------------ \| ---------------------------------- \| ------------------ \| \| 1er \| Julian Alaphilippe \| France \| Quick-Step Alpha Vinyl \| 4 h 06 min 01 s \| \| 2e \| Alex Aranburu \| Espagne \| Movistar Team \| + 5 s \| \| 3e \| Robert Stannard \| Australie \| Alpecin-Deceuninck \| + 7 s \| \| 4e \| Mattias Skjelmose \| Danemark \| Trek-Segafredo \| + 15 s \| \| 5e \| Odd Christian Eiking \| Norvège \| EF Education-EasyPost \| + 15 s \| \| 6e \| Lorenzo Rota \| Italie \| Intermarché-Wanty-Gobert Matériaux \| + 15 s \| \| 7e \| Guillaume Martin \| France \| Cofidis \| + 19 s \| \| 8e \| Greg Van Avermaet \| Belgique \| AG2R Citroën Team \| + 25 s \| \| 9e \| Clément Champoussin \| France \| AG2R Citroën Team \| + 25 s \| \| 10e \| Cian Uijtdebroeks \| Belgique \| Bora-Hansgrohe \| + 27 s \| |                      |           |                                    |                 |
| |                      |           |                                    |                 |
| Source : ProCyclingStats |                      |           |                                    |                 |
| Classement général |                      |           |                                    |                 |
| Coureur | Coureur              | Pays      | Équipe                             | Temps           |
| 1er | Julian Alaphilippe   | France    | Quick-Step Alpha Vinyl             | 4 h 06 min 01 s |
| 2e | Alex Aranburu        | Espagne   | Movistar Team                      | + 5 s           |
| 3e | Robert Stannard      | Australie | Alpecin-Deceuninck                 | + 7 s           |
| 4e | Mattias Skjelmose    | Danemark  | Trek-Segafredo                     | + 15 s          |
| 5e | Odd Christian Eiking | Norvège   | EF Education-EasyPost              | + 15 s          |
| 6e | Lorenzo Rota         | Italie    | Intermarché-Wanty-Gobert Matériaux | + 15 s          |
| 7e | Guillaume Martin     | France    | Cofidis                            | + 19 s          |
| 8e | Greg Van Avermaet    | Belgique  | AG2R Citroën Team                  | + 25 s          |
| 9e | Clément Champoussin  | France    | AG2R Citroën Team                  | + 25 s          |
| 10e | Cian Uijtdebroeks    | Belgique  | Bora-Hansgrohe                     | + 27 s          |

### 2eétape
| \| Classement de l'étape \| Classement de l'étape \| Classement de l'étape \| Classement de l'étape \| Classement de l'étape \| \| Coureur \| Coureur \| Pays \| Équipe \| Temps \| \| --------------------- \| --------------------- \| --------------------- \| ---------------------------------- \| --------------------- \| \| 1er \| Oier Lazkano \| Espagne \| Movistar Team \| 4 h 12 min 40 s \| \| 2e \| Loïc Vliegen \| Belgique \| Intermarché-Wanty-Gobert Matériaux \| + 2 s \| \| 3e \| Jesús Herrada \| Espagne \| Cofidis \| + 7 s \| \| 4e \| Robert Stannard \| Australie \| Alpecin-Deceuninck \| + 11 s \| \| 5e \| Mattias Skjelmose \| Danemark \| Trek-Segafredo \| + 11 s \| \| 6e \| Lorenzo Rota \| Italie \| Intermarché-Wanty-Gobert Matériaux \| + 11 s \| \| 7e \| Greg Van Avermaet \| Belgique \| AG2R Citroën Team \| + 11 s \| \| 8e \| James Shaw \| Royaume-Uni \| EF Education-EasyPost \| + 11 s \| \| 9e \| Maxim Van Gils \| Belgique \| Lotto-Soudal \| + 11 s \| \| 10e \| Frederik Wandahl \| Danemark \| Bora-Hansgrohe \| + 11 s \| |                   |             |                                    |                 |
| |                   |             |                                    |                 |
| Source : ProCyclingStats |                   |             |                                    |                 |
| Classement de l'étape |                   |             |                                    |                 |
| Coureur | Coureur           | Pays        | Équipe                             | Temps           |
| 1er | Oier Lazkano      | Espagne     | Movistar Team                      | 4 h 12 min 40 s |
| 2e | Loïc Vliegen      | Belgique    | Intermarché-Wanty-Gobert Matériaux | + 2 s           |
| 3e | Jesús Herrada     | Espagne     | Cofidis                            | + 7 s           |
| 4e | Robert Stannard   | Australie   | Alpecin-Deceuninck                 | + 11 s          |
| 5e | Mattias Skjelmose | Danemark    | Trek-Segafredo                     | + 11 s          |
| 6e | Lorenzo Rota      | Italie      | Intermarché-Wanty-Gobert Matériaux | + 11 s          |
| 7e | Greg Van Avermaet | Belgique    | AG2R Citroën Team                  | + 11 s          |
| 8e | James Shaw        | Royaume-Uni | EF Education-EasyPost              | + 11 s          |
| 9e | Maxim Van Gils    | Belgique    | Lotto-Soudal                       | + 11 s          |
| 10e | Frederik Wandahl  | Danemark    | Bora-Hansgrohe                     | + 11 s          |

| \| Classement général \| Classement général \| Classement général \| Classement général \| Classement général \| \| Coureur \| Coureur \| Pays \| Équipe \| Temps \| \| ------------------ \| ------------------ \| ------------------ \| ---------------------------------- \| ------------------ \| \| 1er \| Robert Stannard \| Australie \| Alpecin-Deceuninck \| 8 h 18 min 57 s \| \| 2e \| Mattias Skjelmose \| Danemark \| Trek-Segafredo \| + 7 s \| \| 3e \| Lorenzo Rota \| Italie \| Intermarché-Wanty-Gobert Matériaux \| + 10 s \| \| 4e \| Loïc Vliegen \| Belgique \| Intermarché-Wanty-Gobert Matériaux \| + 11 s \| \| 5e \| Guillaume Martin \| France \| Cofidis \| + 11 s \| \| 6e \| Greg Van Avermaet \| Belgique \| AG2R Citroën Team \| + 20 s \| \| 7e \| Cian Uijtdebroeks \| Belgique \| Bora-Hansgrohe \| + 22 s \| \| 8e \| James Shaw \| Royaume-Uni \| EF Education-EasyPost \| + 28 s \| \| 9e \| Jesús Herrada \| Espagne \| Cofidis \| + 29 s \| \| 10e \| Maxim Van Gils \| Belgique \| Lotto-Soudal \| + 32 s \| |                   |             |                                    |                 |
| |                   |             |                                    |                 |
| Source : ProCyclingStats |                   |             |                                    |                 |
| Classement général |                   |             |                                    |                 |
| Coureur | Coureur           | Pays        | Équipe                             | Temps           |
| 1er | Robert Stannard   | Australie   | Alpecin-Deceuninck                 | 8 h 18 min 57 s |
| 2e | Mattias Skjelmose | Danemark    | Trek-Segafredo                     | + 7 s           |
| 3e | Lorenzo Rota      | Italie      | Intermarché-Wanty-Gobert Matériaux | + 10 s          |
| 4e | Loïc Vliegen      | Belgique    | Intermarché-Wanty-Gobert Matériaux | + 11 s          |
| 5e | Guillaume Martin  | France      | Cofidis                            | + 11 s          |
| 6e | Greg Van Avermaet | Belgique    | AG2R Citroën Team                  | + 20 s          |
| 7e | Cian Uijtdebroeks | Belgique    | Bora-Hansgrohe                     | + 22 s          |
| 8e | James Shaw        | Royaume-Uni | EF Education-EasyPost              | + 28 s          |
| 9e | Jesús Herrada     | Espagne     | Cofidis                            | + 29 s          |
| 10e | Maxim Van Gils    | Belgique    | Lotto-Soudal                       | + 32 s          |

### 3eétape
| \| Classement de l'étape \| Classement de l'étape \| Classement de l'étape \| Classement de l'étape \| Classement de l'étape \| \| Coureur \| Coureur \| Pays \| Équipe \| Temps \| \| --------------------- \| --------------------- \| --------------------- \| ---------------------------------- \| --------------------- \| \| 1er \| Arnaud De Lie \| Belgique \| Lotto-Soudal \| 4 h 39 min 22 s \| \| 2e \| Biniam Girmay \| Érythrée \| Intermarché-Wanty-Gobert Matériaux \| + 0 s \| \| 3e \| Axel Laurance \| France \| B&B Hotels-KTM \| + 0 s \| \| 4e \| Tom Van Asbroeck \| Belgique \| Israel-Premier Tech \| + 0 s \| \| 5e \| Matteo Moschetti \| Italie \| Trek-Segafredo \| + 0 s \| \| 6e \| Alex Aranburu \| Espagne \| Movistar Team \| + 0 s \| \| 7e \| Milan Menten \| Belgique \| Bingoal Pauwels Sauces WB \| + 0 s \| \| 8e \| Oliviero Troia \| Italie \| UAE Team Emirates \| + 0 s \| \| 9e \| Ben Turner \| Royaume-Uni \| Ineos Grenadiers \| + 0 s \| \| 10e \| Kim Heiduk \| Allemagne \| Ineos Grenadiers \| + 0 s \| |                  |             |                                    |                 |
| |                  |             |                                    |                 |
| Source : ProCyclingStats |                  |             |                                    |                 |
| Classement de l'étape |                  |             |                                    |                 |
| Coureur | Coureur          | Pays        | Équipe                             | Temps           |
| 1er | Arnaud De Lie    | Belgique    | Lotto-Soudal                       | 4 h 39 min 22 s |
| 2e | Biniam Girmay    | Érythrée    | Intermarché-Wanty-Gobert Matériaux | + 0 s           |
| 3e | Axel Laurance    | France      | B&B Hotels-KTM                     | + 0 s           |
| 4e | Tom Van Asbroeck | Belgique    | Israel-Premier Tech                | + 0 s           |
| 5e | Matteo Moschetti | Italie      | Trek-Segafredo                     | + 0 s           |
| 6e | Alex Aranburu    | Espagne     | Movistar Team                      | + 0 s           |
| 7e | Milan Menten     | Belgique    | Bingoal Pauwels Sauces WB          | + 0 s           |
| 8e | Oliviero Troia   | Italie      | UAE Team Emirates                  | + 0 s           |
| 9e | Ben Turner       | Royaume-Uni | Ineos Grenadiers                   | + 0 s           |
| 10e | Kim Heiduk       | Allemagne   | Ineos Grenadiers                   | + 0 s           |

| \| Classement général \| Classement général \| Classement général \| Classement général \| Classement général \| \| Coureur \| Coureur \| Pays \| Équipe \| Temps \| \| ------------------ \| ------------------ \| ------------------ \| ---------------------------------- \| ------------------ \| \| 1er \| Robert Stannard \| Australie \| Alpecin-Deceuninck \| 15 h 58 min 23 s \| \| 2e \| Loïc Vliegen \| Belgique \| Intermarché-Wanty-Gobert Matériaux \| + 4 s \| \| 3e \| Mattias Skjelmose \| Danemark \| Trek-Segafredo \| + 6 s \| \| 4e \| Lorenzo Rota \| Italie \| Intermarché-Wanty-Gobert Matériaux \| + 8 s \| \| 5e \| Guillaume Martin \| France \| Cofidis \| + 11 s \| \| 6e \| Greg Van Avermaet \| Belgique \| AG2R Citroën Team \| + 20 s \| \| 7e \| Cian Uijtdebroeks \| Belgique \| Bora-Hansgrohe \| + 22 s \| \| 8e \| James Shaw \| Royaume-Uni \| EF Education-EasyPost \| + 28 s \| \| 9e \| Jesús Herrada \| Espagne \| Cofidis \| + 29 s \| \| 10e \| Maxim Van Gils \| Belgique \| Lotto-Soudal \| + 32 s \| |                   |             |                                    |                  |
| |                   |             |                                    |                  |
| Source : ProCyclingStats |                   |             |                                    |                  |
| Classement général |                   |             |                                    |                  |
| Coureur | Coureur           | Pays        | Équipe                             | Temps            |
| 1er | Robert Stannard   | Australie   | Alpecin-Deceuninck                 | 15 h 58 min 23 s |
| 2e | Loïc Vliegen      | Belgique    | Intermarché-Wanty-Gobert Matériaux | + 4 s            |
| 3e | Mattias Skjelmose | Danemark    | Trek-Segafredo                     | + 6 s            |
| 4e | Lorenzo Rota      | Italie      | Intermarché-Wanty-Gobert Matériaux | + 8 s            |
| 5e | Guillaume Martin  | France      | Cofidis                            | + 11 s           |
| 6e | Greg Van Avermaet | Belgique    | AG2R Citroën Team                  | + 20 s           |
| 7e | Cian Uijtdebroeks | Belgique    | Bora-Hansgrohe                     | + 22 s           |
| 8e | James Shaw        | Royaume-Uni | EF Education-EasyPost              | + 28 s           |
| 9e | Jesús Herrada     | Espagne     | Cofidis                            | + 29 s           |
| 10e | Maxim Van Gils    | Belgique    | Lotto-Soudal                       | + 32 s           |

### 4eétape
| \| Classement de l'étape \| Classement de l'étape \| Classement de l'étape \| Classement de l'étape \| Classement de l'étape \| \| Coureur \| Coureur \| Pays \| Équipe \| Temps \| \| --------------------- \| --------------------- \| --------------------- \| ---------------------------------- \| --------------------- \| \| 1er \| Davide Ballerini \| Italie \| Quick-Step Alpha Vinyl \| 5 h 10 min 12 s \| \| 2e \| José Joaquín Rojas \| Espagne \| Movistar Team \| + 0 s \| \| 3e \| Rui Oliveira \| Portugal \| UAE Team Emirates \| + 0 s \| \| 4e \| Mattias Skjelmose \| Danemark \| Trek-Segafredo \| + 0 s \| \| 5e \| Biniam Girmay \| Érythrée \| Intermarché-Wanty-Gobert Matériaux \| + 0 s \| \| 6e \| Matteo Trentin \| Italie \| UAE Team Emirates \| + 0 s \| \| 7e \| Jake Stewart \| Royaume-Uni \| Groupama-FDJ \| + 0 s \| \| 8e \| Milan Menten \| Belgique \| Bingoal Pauwels Sauces WB \| + 0 s \| \| 9e \| Axel Laurance \| France \| B&B Hotels-KTM \| + 0 s \| \| 10e \| Sep Vanmarcke \| Belgique \| Israel-Premier Tech \| + 0 s \| |                    |             |                                    |                 |
| |                    |             |                                    |                 |
| Source : ProCyclingStats |                    |             |                                    |                 |
| Classement de l'étape |                    |             |                                    |                 |
| Coureur | Coureur            | Pays        | Équipe                             | Temps           |
| 1er | Davide Ballerini   | Italie      | Quick-Step Alpha Vinyl             | 5 h 10 min 12 s |
| 2e | José Joaquín Rojas | Espagne     | Movistar Team                      | + 0 s           |
| 3e | Rui Oliveira       | Portugal    | UAE Team Emirates                  | + 0 s           |
| 4e | Mattias Skjelmose  | Danemark    | Trek-Segafredo                     | + 0 s           |
| 5e | Biniam Girmay      | Érythrée    | Intermarché-Wanty-Gobert Matériaux | + 0 s           |
| 6e | Matteo Trentin     | Italie      | UAE Team Emirates                  | + 0 s           |
| 7e | Jake Stewart       | Royaume-Uni | Groupama-FDJ                       | + 0 s           |
| 8e | Milan Menten       | Belgique    | Bingoal Pauwels Sauces WB          | + 0 s           |
| 9e | Axel Laurance      | France      | B&B Hotels-KTM                     | + 0 s           |
| 10e | Sep Vanmarcke      | Belgique    | Israel-Premier Tech                | + 0 s           |

| \| Classement général \| Classement général \| Classement général \| Classement général \| Classement général \| \| Coureur \| Coureur \| Pays \| Équipe \| Temps \| \| ------------------ \| ------------------ \| ------------------ \| ---------------------------------- \| ------------------ \| \| 1er \| Robert Stannard \| Australie \| Alpecin-Deceuninck \| 18 h 08 min 35 s \| \| 2e \| Loïc Vliegen \| Belgique \| Intermarché-Wanty-Gobert Matériaux \| + 4 s \| \| 3e \| Mattias Skjelmose \| Danemark \| Trek-Segafredo \| + 6 s \| \| 4e \| Lorenzo Rota \| Italie \| Intermarché-Wanty-Gobert Matériaux \| + 8 s \| \| 5e \| Guillaume Martin \| France \| Cofidis \| + 11 s \| \| 6e \| Greg Van Avermaet \| Belgique \| AG2R Citroën Team \| + 20 s \| \| 7e \| Cian Uijtdebroeks \| Belgique \| Bora-Hansgrohe \| + 22 s \| \| 8e \| James Shaw \| Royaume-Uni \| EF Education-EasyPost \| + 28 s \| \| 9e \| Jesús Herrada \| Espagne \| Cofidis \| + 29 s \| \| 10e \| Maxim Van Gils \| Belgique \| Lotto-Soudal \| + 32 s \| |                   |             |                                    |                  |
| |                   |             |                                    |                  |
| Source : ProCyclingStats |                   |             |                                    |                  |
| Classement général |                   |             |                                    |                  |
| Coureur | Coureur           | Pays        | Équipe                             | Temps            |
| 1er | Robert Stannard   | Australie   | Alpecin-Deceuninck                 | 18 h 08 min 35 s |
| 2e | Loïc Vliegen      | Belgique    | Intermarché-Wanty-Gobert Matériaux | + 4 s            |
| 3e | Mattias Skjelmose | Danemark    | Trek-Segafredo                     | + 6 s            |
| 4e | Lorenzo Rota      | Italie      | Intermarché-Wanty-Gobert Matériaux | + 8 s            |
| 5e | Guillaume Martin  | France      | Cofidis                            | + 11 s           |
| 6e | Greg Van Avermaet | Belgique    | AG2R Citroën Team                  | + 20 s           |
| 7e | Cian Uijtdebroeks | Belgique    | Bora-Hansgrohe                     | + 22 s           |
| 8e | James Shaw        | Royaume-Uni | EF Education-EasyPost              | + 28 s           |
| 9e | Jesús Herrada     | Espagne     | Cofidis                            | + 29 s           |
| 10e | Maxim Van Gils    | Belgique    | Lotto-Soudal                       | + 32 s           |

### 5eétape
| \| Classement de l'étape \| Classement de l'étape \| Classement de l'étape \| Classement de l'étape \| Classement de l'étape \| \| Coureur \| Coureur \| Pays \| Équipe \| Temps \| \| --------------------- \| --------------------- \| --------------------- \| ---------------------------------- \| --------------------- \| \| 1er \| Jan Bakelants \| Belgique \| Intermarché-Wanty-Gobert Matériaux \| 4 h 41 min 25 s \| \| 2e \| Robert Stannard \| Australie \| Alpecin-Deceuninck \| + 0 s \| \| 3e \| Axel Laurance \| France \| B&B Hotels-KTM \| + 0 s \| \| 4e \| Thibau Nys \| Belgique \| \| + 0 s \| \| 5e \| Matteo Trentin \| Italie \| UAE Team Emirates \| + 0 s \| \| 6e \| Milan Menten \| Belgique \| Bingoal Pauwels Sauces WB \| + 0 s \| \| 7e \| Loïc Vliegen \| Belgique \| Intermarché-Wanty-Gobert Matériaux \| + 0 s \| \| 8e \| Mattias Skjelmose \| Danemark \| Trek-Segafredo \| + 0 s \| \| 9e \| Marijn van den Berg \| Pays-Bas \| EF Education-EasyPost \| + 0 s \| \| 10e \| Filippo Baroncini \| Italie \| Trek-Segafredo \| + 0 s \| |                     |           |                                    |                 |
| |                     |           |                                    |                 |
| Source : ProCyclingStats |                     |           |                                    |                 |
| Classement de l'étape |                     |           |                                    |                 |
| Coureur | Coureur             | Pays      | Équipe                             | Temps           |
| 1er | Jan Bakelants       | Belgique  | Intermarché-Wanty-Gobert Matériaux | 4 h 41 min 25 s |
| 2e | Robert Stannard     | Australie | Alpecin-Deceuninck                 | + 0 s           |
| 3e | Axel Laurance       | France    | B&B Hotels-KTM                     | + 0 s           |
| 4e | Thibau Nys          | Belgique  |                                    | + 0 s           |
| 5e | Matteo Trentin      | Italie    | UAE Team Emirates                  | + 0 s           |
| 6e | Milan Menten        | Belgique  | Bingoal Pauwels Sauces WB          | + 0 s           |
| 7e | Loïc Vliegen        | Belgique  | Intermarché-Wanty-Gobert Matériaux | + 0 s           |
| 8e | Mattias Skjelmose   | Danemark  | Trek-Segafredo                     | + 0 s           |
| 9e | Marijn van den Berg | Pays-Bas  | EF Education-EasyPost              | + 0 s           |
| 10e | Filippo Baroncini   | Italie    | Trek-Segafredo                     | + 0 s           |

## Classements finals
« Résultats et communiqués de l'organisation » [PDF], sur le site officiel, 27 juillet 2022

### Classement général
| \| Classement général \| Classement général \| Classement général \| Classement général \| Classement général \| \| Coureur \| Coureur \| Pays \| Équipe \| Temps \| \| ------------------ \| ------------------ \| ------------------ \| ---------------------------------- \| ------------------ \| \| 1er \| Robert Stannard \| Australie \| Alpecin-Deceuninck \| 22 h 49 min 54 s \| \| 2e \| Loïc Vliegen \| Belgique \| Intermarché-Wanty-Gobert Matériaux \| + 10 s \| \| 3e \| Mattias Skjelmose \| Danemark \| Trek-Segafredo \| + 12 s \| \| 4e \| Lorenzo Rota \| Italie \| Intermarché-Wanty-Gobert Matériaux \| + 14 s \| \| 5e \| Greg Van Avermaet \| Belgique \| AG2R Citroën Team \| + 26 s \| \| 6e \| James Shaw \| Royaume-Uni \| EF Education-EasyPost \| + 34 s \| \| 7e \| Maxim Van Gils \| Belgique \| Lotto-Soudal \| + 38 s \| \| 8e \| Frederik Wandahl \| Danemark \| Bora-Hansgrohe \| + 43 s \| \| 9e \| Omer Goldstein \| Israël \| Israel-Premier Tech \| + 46 s \| \| 10e \| Guillaume Martin \| France \| Cofidis \| + 51 s \| |                   |             |                                    |                  |
| |                   |             |                                    |                  |
| Source : ProCyclingStats |                   |             |                                    |                  |
| Classement général |                   |             |                                    |                  |
| Coureur | Coureur           | Pays        | Équipe                             | Temps            |
| 1er | Robert Stannard   | Australie   | Alpecin-Deceuninck                 | 22 h 49 min 54 s |
| 2e | Loïc Vliegen      | Belgique    | Intermarché-Wanty-Gobert Matériaux | + 10 s           |
| 3e | Mattias Skjelmose | Danemark    | Trek-Segafredo                     | + 12 s           |
| 4e | Lorenzo Rota      | Italie      | Intermarché-Wanty-Gobert Matériaux | + 14 s           |
| 5e | Greg Van Avermaet | Belgique    | AG2R Citroën Team                  | + 26 s           |
| 6e | James Shaw        | Royaume-Uni | EF Education-EasyPost              | + 34 s           |
| 7e | Maxim Van Gils    | Belgique    | Lotto-Soudal                       | + 38 s           |
| 8e | Frederik Wandahl  | Danemark    | Bora-Hansgrohe                     | + 43 s           |
| 9e | Omer Goldstein    | Israël      | Israel-Premier Tech                | + 46 s           |
| 10e | Guillaume Martin  | France      | Cofidis                            | + 51 s           |

### Classements annexes
| Classement par points | Classement par points | Classement par points | Classement par points              | Classement par points |
| Coureur               | Coureur               | Pays                  | Équipe                             | Points                |
| --------------------- | --------------------- | --------------------- | ---------------------------------- | --------------------- |
| 1er                   | Robert Stannard       | Australie             | Alpecin-Deceuninck                 | 45 pts                |
| 2e                    | Axel Laurance         | France                | B&B Hotels-KTM                     | 32 pts                |
| 3e                    | Mattias Skjelmose     | Danemark              | Trek-Segafredo                     | 31 pts                |
| 4e                    | Alex Aranburu         | Espagne               | Movistar Team                      | 26 pts                |
| 5e                    | Oier Lazkano          | Espagne               | Movistar Team                      | 25 pts                |
| 6e                    | Davide Ballerini      | Italie                | Quick-Step Alpha Vinyl             | 25 pts                |
| 7e                    | Loïc Vliegen          | Belgique              | Intermarché-Wanty-Gobert Matériaux | 24 pts                |
| 8e                    | Jan Bakelants         | Belgique              | Intermarché-Wanty-Gobert Matériaux | 20 pts                |
| 9e                    | José Joaquín Rojas    | Espagne               | Movistar Team                      | 20 pts                |
| 10e                   | Jesús Herrada         | Espagne               | Cofidis                            | 15 pts                |

| Classement par points | Classement par points | Classement par points | Classement par points              | Classement par points |
| Coureur               | Coureur               | Pays                  | Équipe                             | Points                |
| --------------------- | --------------------- | --------------------- | ---------------------------------- | --------------------- |
| 1er                   | Robert Stannard       | Australie             | Alpecin-Deceuninck                 | 45 pts                |
| 2e                    | Axel Laurance         | France                | B&B Hotels-KTM                     | 32 pts                |
| 3e                    | Mattias Skjelmose     | Danemark              | Trek-Segafredo                     | 31 pts                |
| 4e                    | Alex Aranburu         | Espagne               | Movistar Team                      | 26 pts                |
| 5e                    | Oier Lazkano          | Espagne               | Movistar Team                      | 25 pts                |
| 6e                    | Davide Ballerini      | Italie                | Quick-Step Alpha Vinyl             | 25 pts                |
| 7e                    | Loïc Vliegen          | Belgique              | Intermarché-Wanty-Gobert Matériaux | 24 pts                |
| 8e                    | Jan Bakelants         | Belgique              | Intermarché-Wanty-Gobert Matériaux | 20 pts                |
| 9e                    | José Joaquín Rojas    | Espagne               | Movistar Team                      | 20 pts                |
| 10e                   | Jesús Herrada         | Espagne               | Cofidis                            | 15 pts                |

| Classement de la montagne | Classement de la montagne | Classement de la montagne | Classement de la montagne | Classement de la montagne |
| Coureur                   | Coureur                   | Pays                      | Équipe                    | Points                    |
| ------------------------- | ------------------------- | ------------------------- | ------------------------- | ------------------------- |
| 1er                       | Victor Campenaerts        | Belgique                  | Lotto-Soudal              | 50 pts                    |
| 2e                        | Oier Lazkano              | Espagne                   | Movistar Team             | 30 pts                    |
| 3e                        | Lennert Teugels           | Belgique                  | Tarteletto-Isorex         | 28 pts                    |
| 4e                        | Rui Oliveira              | Portugal                  | UAE Team Emirates         | 28 pts                    |
| 5e                        | Ivo Oliveira              | Portugal                  | UAE Team Emirates         | 26 pts                    |
| 6e                        | José Joaquín Rojas        | Espagne                   | Movistar Team             | 22 pts                    |
| 7e                        | Thijs Aerts               | Belgique                  | Baloise Trek Lions        | 20 pts                    |
| 8e                        | Davide Ballerini          | Italie                    | Quick-Step Alpha Vinyl    | 20 pts                    |
| 9e                        | Edward Theuns             | Belgique                  | Trek-Segafredo            | 14 pts                    |
| 10e                       | Maxime Chevalier          | France                    | B&B Hotels-KTM            | 14 pts                    |

| Classement de la montagne | Classement de la montagne | Classement de la montagne | Classement de la montagne | Classement de la montagne |
| Coureur                   | Coureur                   | Pays                      | Équipe                    | Points                    |
| ------------------------- | ------------------------- | ------------------------- | ------------------------- | ------------------------- |
| 1er                       | Victor Campenaerts        | Belgique                  | Lotto-Soudal              | 50 pts                    |
| 2e                        | Oier Lazkano              | Espagne                   | Movistar Team             | 30 pts                    |
| 3e                        | Lennert Teugels           | Belgique                  | Tarteletto-Isorex         | 28 pts                    |
| 4e                        | Rui Oliveira              | Portugal                  | UAE Team Emirates         | 28 pts                    |
| 5e                        | Ivo Oliveira              | Portugal                  | UAE Team Emirates         | 26 pts                    |
| 6e                        | José Joaquín Rojas        | Espagne                   | Movistar Team             | 22 pts                    |
| 7e                        | Thijs Aerts               | Belgique                  | Baloise Trek Lions        | 20 pts                    |
| 8e                        | Davide Ballerini          | Italie                    | Quick-Step Alpha Vinyl    | 20 pts                    |
| 9e                        | Edward Theuns             | Belgique                  | Trek-Segafredo            | 14 pts                    |
| 10e                       | Maxime Chevalier          | France                    | B&B Hotels-KTM            | 14 pts                    |

| Classement du meilleur jeune | Classement du meilleur jeune | Classement du meilleur jeune | Classement du meilleur jeune | Classement du meilleur jeune |
| Coureur                      | Coureur                      | Pays                         | Équipe                       | Temps                        |
| ---------------------------- | ---------------------------- | ---------------------------- | ---------------------------- | ---------------------------- |
| 1er                          | Robert Stannard              | Australie                    | Alpecin-Deceuninck           | 22 h 49 min 54 s             |
| 2e                           | Mattias Skjelmose            | Danemark                     | Trek-Segafredo               | + 12 s                       |
| 3e                           | Maxim Van Gils               | Belgique                     | Lotto-Soudal                 | + 38 s                       |
| 4e                           | Frederik Wandahl             | Danemark                     | Bora-Hansgrohe               | + 43 s                       |
| 5e                           | Oier Lazkano                 | Espagne                      | Movistar Team                | + 55 s                       |
| 6e                           | Filippo Baroncini            | Italie                       | Trek-Segafredo               | + 1 min 41 s                 |
| 7e                           | Ben Healy                    | Irlande                      | EF Education-EasyPost        | + 3 min 03 s                 |
| 8e                           | Pim Ronhaar                  | Pays-Bas                     | Baloise Trek Lions           | + 10 min 40 s                |
| 9e                           | Kévin Vauquelin              | France                       | Arkéa-Samsic                 | + 11 min 42 s                |
| 10e                          | Ben Turner                   | Royaume-Uni                  | Ineos Grenadiers             | + 12 min 11 s                |

| Classement du meilleur jeune | Classement du meilleur jeune | Classement du meilleur jeune | Classement du meilleur jeune | Classement du meilleur jeune |
| Coureur                      | Coureur                      | Pays                         | Équipe                       | Temps                        |
| ---------------------------- | ---------------------------- | ---------------------------- | ---------------------------- | ---------------------------- |
| 1er                          | Robert Stannard              | Australie                    | Alpecin-Deceuninck           | 22 h 49 min 54 s             |
| 2e                           | Mattias Skjelmose            | Danemark                     | Trek-Segafredo               | + 12 s                       |
| 3e                           | Maxim Van Gils               | Belgique                     | Lotto-Soudal                 | + 38 s                       |
| 4e                           | Frederik Wandahl             | Danemark                     | Bora-Hansgrohe               | + 43 s                       |
| 5e                           | Oier Lazkano                 | Espagne                      | Movistar Team                | + 55 s                       |
| 6e                           | Filippo Baroncini            | Italie                       | Trek-Segafredo               | + 1 min 41 s                 |
| 7e                           | Ben Healy                    | Irlande                      | EF Education-EasyPost        | + 3 min 03 s                 |
| 8e                           | Pim Ronhaar                  | Pays-Bas                     | Baloise Trek Lions           | + 10 min 40 s                |
| 9e                           | Kévin Vauquelin              | France                       | Arkéa-Samsic                 | + 11 min 42 s                |
| 10e                          | Ben Turner                   | Royaume-Uni                  | Ineos Grenadiers             | + 12 min 11 s                |

| Classement des sprints | Classement des sprints | Classement des sprints | Classement des sprints             | Classement des sprints |
| Coureur                | Coureur                | Pays                   | Équipe                             | Points                 |
| ---------------------- | ---------------------- | ---------------------- | ---------------------------------- | ---------------------- |
| 1er                    | Dries Van Gestel       | Belgique               | TotalEnergies                      | 15 pts                 |
| 2e                     | Kenneth Vanbilsen      | Belgique               | Cofidis                            | 11 pts                 |
| 3e                     | Fabian Lienhard        | Suisse                 | Groupama-FDJ                       | 10 pts                 |
| 4e                     | Davide Ballerini       | Italie                 | Quick-Step Alpha Vinyl             | 9 pts                  |
| 5e                     | Thijs Aerts            | Belgique               | Baloise Trek Lions                 | 7 pts                  |
| 6e                     | Loïc Vliegen           | Belgique               | Intermarché-Wanty-Gobert Matériaux | 5 pts                  |
| 7e                     | Guillaume Martin       | France                 | Cofidis                            | 5 pts                  |
| 8e                     | Victor Campenaerts     | Belgique               | Lotto-Soudal                       | 5 pts                  |
| 9e                     | Rui Oliveira           | Portugal               | UAE Team Emirates                  | 5 pts                  |
| 10e                    | Mattias Skjelmose      | Danemark               | Trek-Segafredo                     | 5 pts                  |

| Classement des sprints | Classement des sprints | Classement des sprints | Classement des sprints             | Classement des sprints |
| Coureur                | Coureur                | Pays                   | Équipe                             | Points                 |
| ---------------------- | ---------------------- | ---------------------- | ---------------------------------- | ---------------------- |
| 1er                    | Dries Van Gestel       | Belgique               | TotalEnergies                      | 15 pts                 |
| 2e                     | Kenneth Vanbilsen      | Belgique               | Cofidis                            | 11 pts                 |
| 3e                     | Fabian Lienhard        | Suisse                 | Groupama-FDJ                       | 10 pts                 |
| 4e                     | Davide Ballerini       | Italie                 | Quick-Step Alpha Vinyl             | 9 pts                  |
| 5e                     | Thijs Aerts            | Belgique               | Baloise Trek Lions                 | 7 pts                  |
| 6e                     | Loïc Vliegen           | Belgique               | Intermarché-Wanty-Gobert Matériaux | 5 pts                  |
| 7e                     | Guillaume Martin       | France                 | Cofidis                            | 5 pts                  |
| 8e                     | Victor Campenaerts     | Belgique               | Lotto-Soudal                       | 5 pts                  |
| 9e                     | Rui Oliveira           | Portugal               | UAE Team Emirates                  | 5 pts                  |
| 10e                    | Mattias Skjelmose      | Danemark               | Trek-Segafredo                     | 5 pts                  |

#### Classement par équipes
| Classement par équipes | Classement par équipes             | Classement par équipes | Classement par équipes |
| Équipe                 | Équipe                             | Pays                   | Temps                  |
| ---------------------- | ---------------------------------- | ---------------------- | ---------------------- |
| 1re                    | Lotto-Soudal                       | Belgique               | 68 h 34 min 36 s       |
| 2e                     | Intermarché-Wanty-Gobert Matériaux | Belgique               | + 4 min 28 s           |
| 3e                     | Bora-Hansgrohe                     | Allemagne              | + 6 min 30 s           |
| 4e                     | EF Education-EasyPost              | États-Unis             | + 7 min 15 s           |
| 5e                     | Trek-Segafredo                     | États-Unis             | + 7 min 58 s           |
| 6e                     | Cofidis                            | France                 | + 9 min 10 s           |
| 7e                     | Israel-Premier Tech                | Israël                 | + 10 min 22 s          |
| 8e                     | AG2R Citroën Team                  | France                 | + 14 min 17 s          |
| 9e                     | Movistar Team                      | Espagne                | + 15 min 18 s          |
| 10e                    | Alpecin-Deceuninck                 | Belgique               | + 23 min 54 s          |

### Classement UCI
La course attribue des points au Classement mondial UCI 2021 selon le barème suivant.
| Position           | 1er | 2e  | 3e  | 4e  | 5e | 6e | 7e | 8e | 9e | 10e | 11e | 12e | 13e | 14e | 15e | 16e à 30e | 31e à 40e |
| Classement général | 200 | 150 | 125 | 100 | 85 | 70 | 60 | 50 | 40 | 35  | 30  | 25  | 20  | 15  | 10  | 5         | 3         |
| Par étape          | 20  | 10  | 5   |     |    |    |    |    |    |     |     |     |     |     |     |           |           |
| Leader, par étape  | 5   |     |     |     |    |    |    |    |    |     |     |     |     |     |     |           |           |

## Évolution des classements
| Étape              | Vainqueur          | Classement général | Classement par points | Classement de la montagne | Classement des sprints intermédiaires | Classement du meilleur jeune | Classement par équipes             |
| ------------------ | ------------------ | ------------------ | --------------------- | ------------------------- | ------------------------------------- | ---------------------------- | ---------------------------------- |
| 1                  | Julian Alaphilippe | Julian Alaphilippe | Julian Alaphilippe    | Lennert Teugels           | Fabian Lienhard                       | Robert Stannard              | Intermarché-Wanty-Gobert Matériaux |
| 2                  | Oier Lazkano       | Robert Stannard    | Oier Lazkano          | Gianni Vermeersch         | Fabian Lienhard                       | Robert Stannard              | Lotto-Soudal                       |
| 3                  | Arnaud De Lie      | Robert Stannard    | Alex Aranburu         | Victor Campenaerts        | Casper Pedersen                       | Robert Stannard              | Lotto-Soudal                       |
| 4                  | Davide Ballerini   | Robert Stannard    | Mattias Skjelmose     | Victor Campenaerts        | Casper Pedersen                       | Robert Stannard              | Lotto-Soudal                       |
| 5                  | Jan Bakelants      | Robert Stannard    | Robert Stannard       | Victor Campenaerts        | Dries Van Gestel                      | Robert Stannard              | Lotto-Soudal                       |
| Classements finals | Classements finals | Robert Stannard    | Robert Stannard       | Victor Campenaerts        | Dries Van Gestel                      | Robert Stannard              | Lotto-Soudal                       |

## Liste des participants
| Trek-Segafredo TFS | Trek-Segafredo TFS      | Trek-Segafredo TFS |
| ------------------ | ----------------------- | ------------------ |
| Num                | Coureur                 | Pos                |
| 1                  | Filippo Baroncini (ITA) | 13e                |
| 2                  | Marc Brustenga (ESP)    | AB-5               |
| 3                  | Matteo Moschetti (ITA)  | AB-5               |
| 4                  | Mattias Skjelmose (DEN) | 3e                 |
| 5                  | Edward Theuns (BEL)     | 58e                |
| 6                  | Markus Hoelgaard (NOR)  | 29e                |
| 7                  | Otto Vergaerde (BEL)    | NP-4               |

| AG2R Citroën Team ACT | AG2R Citroën Team ACT        | AG2R Citroën Team ACT |
| --------------------- | ---------------------------- | --------------------- |
| Num                   | Coureur                      | Pos                   |
| 11                    | Greg Van Avermaet (BEL)      | 5e                    |
| 12                    | Clément Champoussin (FRA)    | 22e                   |
| 13                    | Paul Lapeira (FRA)           | 83e                   |
| 14                    | Lawrence Naesen (BEL)        | 64e                   |
| 15                    | Valentin Paret-Peintre (FRA) | 70e                   |
| 16                    | Gijs Van Hoecke (BEL)        | 85e                   |
| 17                    | Lawrence Warbasse (USA)      | 62e                   |

| Bora-Hansgrohe BOH | Bora-Hansgrohe BOH      | Bora-Hansgrohe BOH |
| ------------------ | ----------------------- | ------------------ |
| Num                | Coureur                 | Pos                |
| 21                 | Patrick Gamper (AUT)    | 57e                |
| 22                 | Jonas Koch (GER)        | 44e                |
| 23                 | Anton Palzer (GER)      | 23e                |
| 24                 | Shane Archbold (NZL)    | 98e                |
| 25                 | Matthew Walls (GBR)     | 92e                |
| 26                 | Frederik Wandahl (DEN)  | 8e                 |
| 27                 | Cian Uijtdebroeks (BEL) | 48e                |

| Cofidis COF | Cofidis COF             | Cofidis COF |
| ----------- | ----------------------- | ----------- |
| Num         | Coureur                 | Pos         |
| 31          | Jesús Herrada (ESP)     | 49e         |
| 32          | Guillaume Martin (FRA)  | 10e         |
| 33          | François Bidard (FRA)   | 42e         |
| 34          | Eddy Finé (FRA)         | 82e         |
| 35          | José Herrada (ESP)      | 34e         |
| 36          | Kenneth Vanbilsen (BEL) | 103e        |
| 37          | Axel Zingle (FRA)       | 52e         |

| EF Education-EasyPost EFE | EF Education-EasyPost EFE  | EF Education-EasyPost EFE |
| ------------------------- | -------------------------- | ------------------------- |
| Num                       | Coureur                    | Pos                       |
| 41                        | Odd Christian Eiking (NOR) | 20e                       |
| 42                        | Ben Healy (IRL)            | 15e                       |
| 43                        | Jens Keukeleire (BEL)      | 41e                       |
| 44                        | Sebastian Langeveld (NED)  | AB-2                      |
| 45                        | Marijn van den Berg (NED)  | 65e                       |
| 46                        | James Shaw (GBR)           | 6e                        |

| Groupama-FDJ GFC | Groupama-FDJ GFC        | Groupama-FDJ GFC |
| ---------------- | ----------------------- | ---------------- |
| Num              | Coureur                 | Pos              |
| 51               | Lewis Askey (GBR)       | 87e              |
| 52               | Fabian Lienhard (SUI)   | 80e              |
| 53               | Tobias Ludvigsson (SWE) | 37e              |
| 54               | Anthony Roux (FRA)      | AB-5             |
| 55               | Ramon Sinkeldam (NED)   | AB-5             |
| 56               | Jake Stewart (GBR)      | 74e              |
| 57               | Lars van den Berg (NED) | AB-5             |

| Ineos Grenadiers IGD | Ineos Grenadiers IGD | Ineos Grenadiers IGD |
| -------------------- | -------------------- | -------------------- |
| Num                  | Coureur              | Pos                  |
| 61                   | Eddie Dunbar (IRL)   | 67e                  |
| 62                   | Omar Fraile (ESP)    | 93e                  |
| 63                   | Kim Heiduk (GER)     | 71e                  |
| 64                   | Ben Swift (GBR)      | 84e                  |
| 65                   | Brandon Rivera (COL) | 25e                  |
| 66                   | Ben Turner (GBR)     | 32e                  |
| 67                   | Cameron Wurf (AUS)   | 95e                  |

| Intermarché-Wanty-Gobert Matériaux IWG | Intermarché-Wanty-Gobert Matériaux IWG | Intermarché-Wanty-Gobert Matériaux IWG |
| -------------------------------------- | -------------------------------------- | -------------------------------------- |
| Num                                    | Coureur                                | Pos                                    |
| 71                                     | Jan Bakelants (BEL)                    | 33e                                    |
| 72                                     | Dimitri Claeys (BEL)                   | AB-5                                   |
| 73                                     | Aimé De Gendt (BEL)                    | 66e                                    |
| 74                                     | Biniam Girmay (ERI)                    | AB-5                                   |
| 75                                     | Lorenzo Rota (ITA)                     | 4e                                     |
| 76                                     | Kévin Van Melsen (BEL)                 | AB-3                                   |
| 77                                     | Loïc Vliegen (BEL)                     | 2e                                     |

| Israel-Premier Tech IPT | Israel-Premier Tech IPT  | Israel-Premier Tech IPT |
| ----------------------- | ------------------------ | ----------------------- |
| Num                     | Coureur                  | Pos                     |
| 81                      | Patrick Bevin (NZL)      | AB-5                    |
| 82                      | Alastair Mackellar (AUS) | AB-5                    |
| 83                      | Derek Gee (CAN)          | AB-2                    |
| 84                      | Omer Goldstein (ISR)     | 9e                      |
| 85                      | Reto Hollenstein (SUI)   | 40e                     |
| 86                      | Tom Van Asbroeck (BEL)   | 18e                     |
| 87                      | Sep Vanmarcke (BEL)      | 26e                     |

| Lotto-Soudal LTS | Lotto-Soudal LTS         | Lotto-Soudal LTS |
| ---------------- | ------------------------ | ---------------- |
| Num              | Coureur                  | Pos              |
| 91               | Victor Campenaerts (BEL) | 16e              |
| 92               | Cédric Beullens (BEL)    | 88e              |
| 93               | Jasper De Buyst (BEL)    | AB-5             |
| 94               | Arnaud De Lie (BEL)      | AB-5             |
| 95               | Maxim Van Gils (BEL)     | 7e               |
| 96               | Sébastien Grignard (BEL) | 100e             |
| 97               | Harm Vanhoucke (BEL)     | 12e              |

| Movistar Team MOV | Movistar Team MOV        | Movistar Team MOV |
| ----------------- | ------------------------ | ----------------- |
| Num               | Coureur                  | Pos               |
| 101               | Alex Aranburu (ESP)      | 63e               |
| 102               | Jorge Arcas (ESP)        | 50e               |
| 103               | William Barta (USA)      | 39e               |
| 104               | Johan Jacobs (SUI)       | AB-5              |
| 105               | Oier Lazkano (ESP)       | 11e               |
| 106               | José Joaquín Rojas (ESP) | 68e               |
| 107               | Sergio Samitier (ESP)    | 73e               |

| Quick-Step Alpha Vinyl QST | Quick-Step Alpha Vinyl QST       | Quick-Step Alpha Vinyl QST |
| -------------------------- | -------------------------------- | -------------------------- |
| Num                        | Coureur                          | Pos                        |
| 111                        | Julian Alaphilippe (FRA) (route) | NP-3                       |
| 112                        | Davide Ballerini (ITA)           | 46e                        |
| 113                        | Tim Declercq (BEL)               | 76e                        |
| 114                        | Dries Devenyns (BEL)             | AB-2                       |
| 115                        | Iljo Keisse (BEL)                | AB-3                       |
| 116                        | Stijn Steels (BEL)               | 102e                       |
| 117                        | Stan Van Tricht (BEL)            | AB-4                       |

| Team DSM DSM | Team DSM DSM             | Team DSM DSM |
| ------------ | ------------------------ | ------------ |
| Num          | Coureur                  | Pos          |
| 121          | Nico Denz (GER)          | 47e          |
| 122          | Casper Pedersen (DEN)    | AB-5         |
| 123          | Frederik Rodenberg (DEN) | NP-4         |
| 124          | Niklas Märkl (GER)       | AB-4         |
| 125          | Tim Naberman (NED)       | AB-5         |
| 126          | Romain Combaud (FRA)     | 31e          |
| 127          | Sam Welsford (AUS)       | AB-3         |

| UAE Team Emirates UAD | UAE Team Emirates UAD  | UAE Team Emirates UAD |
| --------------------- | ---------------------- | --------------------- |
| Num                   | Coureur                | Pos                   |
| 131                   | Fernando Gaviria (COL) | 96e                   |
| 132                   | Ivo Oliveira (POR)     | 61e                   |
| 133                   | Felix Groß (GER)       | AB-3                  |
| 134                   | Rui Oliveira (POR)     | 60e                   |
| 135                   | Joël Suter (SUI)       | AB-5                  |
| 136                   | Oliviero Troia (ITA)   | 90e                   |
| 137                   | Matteo Trentin (ITA)   | 19e                   |

| Alpecin-Deceuninck AFC | Alpecin-Deceuninck AFC    | Alpecin-Deceuninck AFC |
| ---------------------- | ------------------------- | ---------------------- |
| Num                    | Coureur                   | Pos                    |
| 141                    | Tim Merlier (BEL) (route) | 104e                   |
| 142                    | Dries De Bondt (BEL)      | 91e                    |
| 143                    | Xandro Meurisse (BEL)     | 28e                    |
| 144                    | Robert Stannard (AUS)     | 1er                    |
| 145                    | Gianni Vermeersch (BEL)   | AB-5                   |
| 146                    | Julien Vermote (BEL)      | 89e                    |
| 147                    | Nicola Conci (ITA)        | 94e                    |

| B&B Hotels-KTM BBK | B&B Hotels-KTM BBK     | B&B Hotels-KTM BBK |
| ------------------ | ---------------------- | ------------------ |
| Num                | Coureur                | Pos                |
| 151                | Alan Boileau (FRA)     | AB-5               |
| 152                | Maxime Chevalier (FRA) | 101e               |
| 153                | Thibault Ferasse (FRA) | AB-4               |
| 154                | Miguel Heidemann (GER) | 78e                |
| 155                | Quentin Jauregui (FRA) | 59e                |
| 156                | Victor Koretzky (FRA)  | AB-3               |
| 157                | Axel Laurance (FRA)    | 38e                |

| Bingoal Pauwels Sauces WB BWB | Bingoal Pauwels Sauces WB BWB | Bingoal Pauwels Sauces WB BWB |
| ----------------------------- | ----------------------------- | ----------------------------- |
| Num                           | Coureur                       | Pos                           |
| 161                           | Louis Blouwe (BEL)            | AB-3                          |
| 162                           | Cériel Desal (BEL)            | AB-5                          |
| 163                           | Milan Menten (BEL)            | 24e                           |
| 164                           | Rémy Mertz (BEL)              | 56e                           |
| 165                           | Dimitri Peyskens (BEL)        | 17e                           |
| 166                           | Ludovic Robeet (BEL)          | 81e                           |
| 167                           | Luc Wirtgen (LUX)             | 51e                           |

| Sport Vlaanderen-Baloise SVB | Sport Vlaanderen-Baloise SVB | Sport Vlaanderen-Baloise SVB |
| ---------------------------- | ---------------------------- | ---------------------------- |
| Num                          | Coureur                      | Pos                          |
| 171                          | Jenno Berckmoes (BEL)        | 36e                          |
| 172                          | Vito Braet (BEL)             | 72e                          |
| 173                          | Lindsay De Vylder (BEL)      | AB-5                         |
| 174                          | Sander De Pestel (BEL)       | AB-4                         |
| 175                          | Aaron Van Poucke (BEL)       | 54e                          |
| 176                          | Julian Mertens (BEL)         | 53e                          |
| 177                          | Kenneth Van Rooy (BEL)       | 14e                          |

| Arkéa-Samsic ARK | Arkéa-Samsic ARK        | Arkéa-Samsic ARK |
| ---------------- | ----------------------- | ---------------- |
| Num              | Coureur                 | Pos              |
| 181              | Benjamin Declercq (BEL) | 55e              |
| 182              | Donavan Grondin (FRA)   | AB-3             |
| 183              | Romain Hardy (FRA)      | 21e              |
| 185              | Laurent Pichon (FRA)    | 35e              |
| 186              | Kévin Vauquelin (FRA)   | 30e              |
| 187              | Alessandro Verre (ITA)  | 75e              |

| TotalEnergies TEN | TotalEnergies TEN         | TotalEnergies TEN |
| ----------------- | ------------------------- | ----------------- |
| Num               | Coureur                   | Pos               |
| 191               | Fabien Doubey (FRA)       | NP-4              |
| 192               | Sandy Dujardin (FRA)      | NP-3              |
| 193               | Christopher Lawless (GBR) | AB-5              |
| 194               | Lorrenzo Manzin (FRA)     | 97e               |
| 196               | Niki Terpstra (NED)       | AB-3              |
| 197               | Dries Van Gestel (BEL)    | 79e               |

| Baloise Trek Lions TBL | Baloise Trek Lions TBL  | Baloise Trek Lions TBL |
| ---------------------- | ----------------------- | ---------------------- |
| Num                    | Coureur                 | Pos                    |
| 201                    | Thijs Aerts (BEL)       | 106e                   |
| 202                    | Yentl Bekaert (BEL)     | 105e                   |
| 203                    | Dietmar Ledegen (BEL)   | AB-3                   |
| 204                    | Daan Mariën (BEL)       | AB-5                   |
| 205                    | Thibau Nys (BEL)        | 69e                    |
| 206                    | Pim Ronhaar (NED)       | 27e                    |
| 207                    | Lars van der Haar (NED) | AB-5                   |

| Tarteletto-Isorex TIS | Tarteletto-Isorex TIS   | Tarteletto-Isorex TIS |
| --------------------- | ----------------------- | --------------------- |
| Num                   | Coureur                 | Pos                   |
| 211                   | Gianni Marchand (BEL)   | 43e                   |
| 212                   | Lennert Teugels (BEL)   | 45e                   |
| 213                   | Jacob Relaes (BEL)      | 77e                   |
| 215                   | Andreas Goeman (BEL)    | AB-5                  |
| 216                   | Jeroen Eyskens (BEL)    | 86e                   |
| 217                   | Maxime De Poorter (BEL) | 99e                   |

| Trek-Segafredo TFS | Trek-Segafredo TFS      | Trek-Segafredo TFS |
| ------------------ | ----------------------- | ------------------ |
| Num                | Coureur                 | Pos                |
| 1                  | Filippo Baroncini (ITA) | 13e                |
| 2                  | Marc Brustenga (ESP)    | AB-5               |
| 3                  | Matteo Moschetti (ITA)  | AB-5               |
| 4                  | Mattias Skjelmose (DEN) | 3e                 |
| 5                  | Edward Theuns (BEL)     | 58e                |
| 6                  | Markus Hoelgaard (NOR)  | 29e                |
| 7                  | Otto Vergaerde (BEL)    | NP-4               |

| AG2R Citroën Team ACT | AG2R Citroën Team ACT        | AG2R Citroën Team ACT |
| --------------------- | ---------------------------- | --------------------- |
| Num                   | Coureur                      | Pos                   |
| 11                    | Greg Van Avermaet (BEL)      | 5e                    |
| 12                    | Clément Champoussin (FRA)    | 22e                   |
| 13                    | Paul Lapeira (FRA)           | 83e                   |
| 14                    | Lawrence Naesen (BEL)        | 64e                   |
| 15                    | Valentin Paret-Peintre (FRA) | 70e                   |
| 16                    | Gijs Van Hoecke (BEL)        | 85e                   |
| 17                    | Lawrence Warbasse (USA)      | 62e                   |

| Bora-Hansgrohe BOH | Bora-Hansgrohe BOH      | Bora-Hansgrohe BOH |
| ------------------ | ----------------------- | ------------------ |
| Num                | Coureur                 | Pos                |
| 21                 | Patrick Gamper (AUT)    | 57e                |
| 22                 | Jonas Koch (GER)        | 44e                |
| 23                 | Anton Palzer (GER)      | 23e                |
| 24                 | Shane Archbold (NZL)    | 98e                |
| 25                 | Matthew Walls (GBR)     | 92e                |
| 26                 | Frederik Wandahl (DEN)  | 8e                 |
| 27                 | Cian Uijtdebroeks (BEL) | 48e                |

| Cofidis COF | Cofidis COF             | Cofidis COF |
| ----------- | ----------------------- | ----------- |
| Num         | Coureur                 | Pos         |
| 31          | Jesús Herrada (ESP)     | 49e         |
| 32          | Guillaume Martin (FRA)  | 10e         |
| 33          | François Bidard (FRA)   | 42e         |
| 34          | Eddy Finé (FRA)         | 82e         |
| 35          | José Herrada (ESP)      | 34e         |
| 36          | Kenneth Vanbilsen (BEL) | 103e        |
| 37          | Axel Zingle (FRA)       | 52e         |

| EF Education-EasyPost EFE | EF Education-EasyPost EFE  | EF Education-EasyPost EFE |
| ------------------------- | -------------------------- | ------------------------- |
| Num                       | Coureur                    | Pos                       |
| 41                        | Odd Christian Eiking (NOR) | 20e                       |
| 42                        | Ben Healy (IRL)            | 15e                       |
| 43                        | Jens Keukeleire (BEL)      | 41e                       |
| 44                        | Sebastian Langeveld (NED)  | AB-2                      |
| 45                        | Marijn van den Berg (NED)  | 65e                       |
| 46                        | James Shaw (GBR)           | 6e                        |

| Groupama-FDJ GFC | Groupama-FDJ GFC        | Groupama-FDJ GFC |
| ---------------- | ----------------------- | ---------------- |
| Num              | Coureur                 | Pos              |
| 51               | Lewis Askey (GBR)       | 87e              |
| 52               | Fabian Lienhard (SUI)   | 80e              |
| 53               | Tobias Ludvigsson (SWE) | 37e              |
| 54               | Anthony Roux (FRA)      | AB-5             |
| 55               | Ramon Sinkeldam (NED)   | AB-5             |
| 56               | Jake Stewart (GBR)      | 74e              |
| 57               | Lars van den Berg (NED) | AB-5             |

| Ineos Grenadiers IGD | Ineos Grenadiers IGD | Ineos Grenadiers IGD |
| -------------------- | -------------------- | -------------------- |
| Num                  | Coureur              | Pos                  |
| 61                   | Eddie Dunbar (IRL)   | 67e                  |
| 62                   | Omar Fraile (ESP)    | 93e                  |
| 63                   | Kim Heiduk (GER)     | 71e                  |
| 64                   | Ben Swift (GBR)      | 84e                  |
| 65                   | Brandon Rivera (COL) | 25e                  |
| 66                   | Ben Turner (GBR)     | 32e                  |
| 67                   | Cameron Wurf (AUS)   | 95e                  |

| Intermarché-Wanty-Gobert Matériaux IWG | Intermarché-Wanty-Gobert Matériaux IWG | Intermarché-Wanty-Gobert Matériaux IWG |
| -------------------------------------- | -------------------------------------- | -------------------------------------- |
| Num                                    | Coureur                                | Pos                                    |
| 71                                     | Jan Bakelants (BEL)                    | 33e                                    |
| 72                                     | Dimitri Claeys (BEL)                   | AB-5                                   |
| 73                                     | Aimé De Gendt (BEL)                    | 66e                                    |
| 74                                     | Biniam Girmay (ERI)                    | AB-5                                   |
| 75                                     | Lorenzo Rota (ITA)                     | 4e                                     |
| 76                                     | Kévin Van Melsen (BEL)                 | AB-3                                   |
| 77                                     | Loïc Vliegen (BEL)                     | 2e                                     |

| Israel-Premier Tech IPT | Israel-Premier Tech IPT  | Israel-Premier Tech IPT |
| ----------------------- | ------------------------ | ----------------------- |
| Num                     | Coureur                  | Pos                     |
| 81                      | Patrick Bevin (NZL)      | AB-5                    |
| 82                      | Alastair Mackellar (AUS) | AB-5                    |
| 83                      | Derek Gee (CAN)          | AB-2                    |
| 84                      | Omer Goldstein (ISR)     | 9e                      |
| 85                      | Reto Hollenstein (SUI)   | 40e                     |
| 86                      | Tom Van Asbroeck (BEL)   | 18e                     |
| 87                      | Sep Vanmarcke (BEL)      | 26e                     |

| Lotto-Soudal LTS | Lotto-Soudal LTS         | Lotto-Soudal LTS |
| ---------------- | ------------------------ | ---------------- |
| Num              | Coureur                  | Pos              |
| 91               | Victor Campenaerts (BEL) | 16e              |
| 92               | Cédric Beullens (BEL)    | 88e              |
| 93               | Jasper De Buyst (BEL)    | AB-5             |
| 94               | Arnaud De Lie (BEL)      | AB-5             |
| 95               | Maxim Van Gils (BEL)     | 7e               |
| 96               | Sébastien Grignard (BEL) | 100e             |
| 97               | Harm Vanhoucke (BEL)     | 12e              |

| Movistar Team MOV | Movistar Team MOV        | Movistar Team MOV |
| ----------------- | ------------------------ | ----------------- |
| Num               | Coureur                  | Pos               |
| 101               | Alex Aranburu (ESP)      | 63e               |
| 102               | Jorge Arcas (ESP)        | 50e               |
| 103               | William Barta (USA)      | 39e               |
| 104               | Johan Jacobs (SUI)       | AB-5              |
| 105               | Oier Lazkano (ESP)       | 11e               |
| 106               | José Joaquín Rojas (ESP) | 68e               |
| 107               | Sergio Samitier (ESP)    | 73e               |

| Quick-Step Alpha Vinyl QST | Quick-Step Alpha Vinyl QST       | Quick-Step Alpha Vinyl QST |
| -------------------------- | -------------------------------- | -------------------------- |
| Num                        | Coureur                          | Pos                        |
| 111                        | Julian Alaphilippe (FRA) (route) | NP-3                       |
| 112                        | Davide Ballerini (ITA)           | 46e                        |
| 113                        | Tim Declercq (BEL)               | 76e                        |
| 114                        | Dries Devenyns (BEL)             | AB-2                       |
| 115                        | Iljo Keisse (BEL)                | AB-3                       |
| 116                        | Stijn Steels (BEL)               | 102e                       |
| 117                        | Stan Van Tricht (BEL)            | AB-4                       |

| Team DSM DSM | Team DSM DSM             | Team DSM DSM |
| ------------ | ------------------------ | ------------ |
| Num          | Coureur                  | Pos          |
| 121          | Nico Denz (GER)          | 47e          |
| 122          | Casper Pedersen (DEN)    | AB-5         |
| 123          | Frederik Rodenberg (DEN) | NP-4         |
| 124          | Niklas Märkl (GER)       | AB-4         |
| 125          | Tim Naberman (NED)       | AB-5         |
| 126          | Romain Combaud (FRA)     | 31e          |
| 127          | Sam Welsford (AUS)       | AB-3         |

| UAE Team Emirates UAD | UAE Team Emirates UAD  | UAE Team Emirates UAD |
| --------------------- | ---------------------- | --------------------- |
| Num                   | Coureur                | Pos                   |
| 131                   | Fernando Gaviria (COL) | 96e                   |
| 132                   | Ivo Oliveira (POR)     | 61e                   |
| 133                   | Felix Groß (GER)       | AB-3                  |
| 134                   | Rui Oliveira (POR)     | 60e                   |
| 135                   | Joël Suter (SUI)       | AB-5                  |
| 136                   | Oliviero Troia (ITA)   | 90e                   |
| 137                   | Matteo Trentin (ITA)   | 19e                   |

| Alpecin-Deceuninck AFC | Alpecin-Deceuninck AFC    | Alpecin-Deceuninck AFC |
| ---------------------- | ------------------------- | ---------------------- |
| Num                    | Coureur                   | Pos                    |
| 141                    | Tim Merlier (BEL) (route) | 104e                   |
| 142                    | Dries De Bondt (BEL)      | 91e                    |
| 143                    | Xandro Meurisse (BEL)     | 28e                    |
| 144                    | Robert Stannard (AUS)     | 1er                    |
| 145                    | Gianni Vermeersch (BEL)   | AB-5                   |
| 146                    | Julien Vermote (BEL)      | 89e                    |
| 147                    | Nicola Conci (ITA)        | 94e                    |

| B&B Hotels-KTM BBK | B&B Hotels-KTM BBK     | B&B Hotels-KTM BBK |
| ------------------ | ---------------------- | ------------------ |
| Num                | Coureur                | Pos                |
| 151                | Alan Boileau (FRA)     | AB-5               |
| 152                | Maxime Chevalier (FRA) | 101e               |
| 153                | Thibault Ferasse (FRA) | AB-4               |
| 154                | Miguel Heidemann (GER) | 78e                |
| 155                | Quentin Jauregui (FRA) | 59e                |
| 156                | Victor Koretzky (FRA)  | AB-3               |
| 157                | Axel Laurance (FRA)    | 38e                |

| Bingoal Pauwels Sauces WB BWB | Bingoal Pauwels Sauces WB BWB | Bingoal Pauwels Sauces WB BWB |
| ----------------------------- | ----------------------------- | ----------------------------- |
| Num                           | Coureur                       | Pos                           |
| 161                           | Louis Blouwe (BEL)            | AB-3                          |
| 162                           | Cériel Desal (BEL)            | AB-5                          |
| 163                           | Milan Menten (BEL)            | 24e                           |
| 164                           | Rémy Mertz (BEL)              | 56e                           |
| 165                           | Dimitri Peyskens (BEL)        | 17e                           |
| 166                           | Ludovic Robeet (BEL)          | 81e                           |
| 167                           | Luc Wirtgen (LUX)             | 51e                           |

| Sport Vlaanderen-Baloise SVB | Sport Vlaanderen-Baloise SVB | Sport Vlaanderen-Baloise SVB |
| ---------------------------- | ---------------------------- | ---------------------------- |
| Num                          | Coureur                      | Pos                          |
| 171                          | Jenno Berckmoes (BEL)        | 36e                          |
| 172                          | Vito Braet (BEL)             | 72e                          |
| 173                          | Lindsay De Vylder (BEL)      | AB-5                         |
| 174                          | Sander De Pestel (BEL)       | AB-4                         |
| 175                          | Aaron Van Poucke (BEL)       | 54e                          |
| 176                          | Julian Mertens (BEL)         | 53e                          |
| 177                          | Kenneth Van Rooy (BEL)       | 14e                          |

| Arkéa-Samsic ARK | Arkéa-Samsic ARK        | Arkéa-Samsic ARK |
| ---------------- | ----------------------- | ---------------- |
| Num              | Coureur                 | Pos              |
| 181              | Benjamin Declercq (BEL) | 55e              |
| 182              | Donavan Grondin (FRA)   | AB-3             |
| 183              | Romain Hardy (FRA)      | 21e              |
| 185              | Laurent Pichon (FRA)    | 35e              |
| 186              | Kévin Vauquelin (FRA)   | 30e              |
| 187              | Alessandro Verre (ITA)  | 75e              |

| TotalEnergies TEN | TotalEnergies TEN         | TotalEnergies TEN |
| ----------------- | ------------------------- | ----------------- |
| Num               | Coureur                   | Pos               |
| 191               | Fabien Doubey (FRA)       | NP-4              |
| 192               | Sandy Dujardin (FRA)      | NP-3              |
| 193               | Christopher Lawless (GBR) | AB-5              |
| 194               | Lorrenzo Manzin (FRA)     | 97e               |
| 196               | Niki Terpstra (NED)       | AB-3              |
| 197               | Dries Van Gestel (BEL)    | 79e               |

| Baloise Trek Lions TBL | Baloise Trek Lions TBL  | Baloise Trek Lions TBL |
| ---------------------- | ----------------------- | ---------------------- |
| Num                    | Coureur                 | Pos                    |
| 201                    | Thijs Aerts (BEL)       | 106e                   |
| 202                    | Yentl Bekaert (BEL)     | 105e                   |
| 203                    | Dietmar Ledegen (BEL)   | AB-3                   |
| 204                    | Daan Mariën (BEL)       | AB-5                   |
| 205                    | Thibau Nys (BEL)        | 69e                    |
| 206                    | Pim Ronhaar (NED)       | 27e                    |
| 207                    | Lars van der Haar (NED) | AB-5                   |

| Tarteletto-Isorex TIS | Tarteletto-Isorex TIS   | Tarteletto-Isorex TIS |
| --------------------- | ----------------------- | --------------------- |
| Num                   | Coureur                 | Pos                   |
| 211                   | Gianni Marchand (BEL)   | 43e                   |
| 212                   | Lennert Teugels (BEL)   | 45e                   |
| 213                   | Jacob Relaes (BEL)      | 77e                   |
| 215                   | Andreas Goeman (BEL)    | AB-5                  |
| 216                   | Jeroen Eyskens (BEL)    | 86e                   |
| 217                   | Maxime De Poorter (BEL) | 99e                   |